# كاترين فورونتسوفا داشكوفا
كانت الأميرة كاترين رومانوفنا فورونتسوفا داشكوفا (بالروسية: Екатери́на Рома́новна Воронцо́ва-Да́шкова) (ولدت 28 مارس [بالتأريخ القديم: 17 مارس] 1743 - توفيت 15 يناير [بالتأريخ القديم: 4 يناير] 1810) أقرب صديقات الإمبراطورة كاترين الثانية وأحد الشخصيات البارزة في حركة التنوير الروسية. كانت جزءًا من الانقلاب الذي نصب كاترين على العرش. كانت فورونتسوفا داشكوفا أول امرأة في العالم ترأس أكاديمية وطنية للعلوم وساعدت في تأسيس الأكاديمية الروسية للعلوم. لم تكن فورونتسوفا داشكوفا رئيسة هذه الأكاديميات فحسب، بل كانت واحدة من أوائل النساء في أوروبا اللواتي شغلن منصبًا حكوميًا. نشرت كذلك الكثير من الأعمال الأصلية والمترجمة حول العديد من الموضوعات.

## الحياة الأسرية
وُلدت الكونتيسة كاترين فورونتسوفا، ابنة ثالثة للكونت رومان فورونتسوف، عضو مجلس الشيوخ، وتميزت بمهاراتها الفكرية. عمل عمها ميخائيل إيلاريونوفيتش وشقيقها ألكسندر رومانوفيتش مستشارين في الإمبراطورية الروسية، في حين عمل شقيقها سيميون سفيرًا لروسيا في بريطانيا العظمى، وكان محبًا للإنجليز. بدأت فورونتسوفا داشكوفا أسرتها الخاصة عام 1759، حين تزوجت الأمير إم. آي. داشكوفا. أنجبت له ثلاثة أطفال: أناستاسيا، وبافل، وميخائيل. تُوفي زوجها عام 1764، بعد فترة وجيزة من زواجهما، فأصبحت أرملة لطفلين، وذلك لوفاة ميخائيل رضيعًا عام 1762.

## التعليم
تلقت تعليمًا استثنائيًا، بعد أن أظهرت، منذ سن مبكرة، القدرات والميول التي جعلت حياتها المهنية فريدة. كانت ضليعة في الرياضيات، التي درستها في جامعة موسكو. كان مؤلفوها المفضلون، في الأدب العام، بيير بايل ومونتسكيو ونيكولا بوالو وفولتير وكلود أدريان هلفتيوس.

## المنفى والإرث
حُرمت كاترين، عند تولي الإمبراطور بافل الأول العرش عام 1796، من جميع مناصبها، وأُجبرت على الانعزال ببلدة فيليكي نوفغورود الفقيرة، «لتفكر في أحداث عام 1762». أُلغي الحكم جزئيًا، بعد فترة من الزمن، بناء على التماس من أصدقائها، وسُمح لها بقضاء السنوات الأخيرة من حياتها في عقارها الخاص بالقرب من موسكو، حيث توفيت في 4 يناير 1810.
تُوفي ابنها، آخر أفراد عائلة داشكوفا، في عام 1807، وترك ثروته لابن عمه إيفان فورونتسوف، الذي تسمى على أثر ذلك، وبإجازة إمبراطورية، باسم فورونتسوف داشكوفا. شغل نجل إيفان، الكونت إلاريون إيفانوفيتش فورونتسوف داشكوفا، منصبًا بمنزل القيصر منذ 1881 إلى 1897 قبل أن يكتسب شهرة واسعة كحاكم عام على القوقاز منذ 1905 إلى 1915.

## أعمالها
إلى جانب عملها على القاموس الروسي، حررت الأميرة داشكوفا مجلة شهرية، وكتبت عملين دراميين على الأقل: الأول بعنوان زواج فابيان، والآخر كوميدي بعنوان تويسيوكوف. نشرت مذكراتها باللغة الفرنسية في باريس عام 1804 تحت اسم (قصتي)، وباللغة الإنجليزية في لندن عام 1840، في مجلدين تحت اسم (مذكرات الأميرة داشكوفا: كتبتها بنفسها).[بحاجة لمصدر] حررت السيدة دبليو. برادفورد النسخة الإنجليزية من مذكراتها. (هذه هي مارثا ويلموت، التي عاشت مع الأميرة منذ 1803 إلى 1808، والتي افتقدتها عائلتها، وذهبت أختها الكبرى كاثرين ويلموت لإعادتها إلى المنزل، لكن الزوجين قررا البقاء عامين آخرين).

### المعارض
أُقيم معرض بعنوان «الأميرة والمناضل: كاترين داشكوفا وببنجامين فرانكلين وعصر التنوير» في فيلادلفيا، الولايات المتحدة، منذ فبراير إلى ديسمبر 2006. التقى بنجامين فرانكلين وداشكوفا مرة واحدة فقط في باريس عام 1781. كان فرانكلين في الخامسة والسبعين من عمره وداشكوفا في السابعة والثلاثين. كان من الواضح أن فرانكلين وداشكوفا معجبين ببعضهما البعض. دعا فرانكلين داشكوفا لتصبح أول امرأة تنضم إلى الجمعية الفلسفية الأمريكية في عام 1789، والوحيدة التي كُرمت على هذا النحو لمدة 80 عامًا أخرى. في وقت لاحق، ردت داشكوفا بالمثل، إذ جعلته أول عضو أمريكي في الأكاديمية الروسية. كانت المراسلات بين فرانكلين وداشكوفا أبرز ما في المعرض.